# Jack Turnbull Award
Der Jack Turnbull Award ist eine Auszeichnung, die jährlich dem besten Angreifer Amerikas im Sport Lacrosse an Colleges verliehen wird. Sie ist nach Jack Turnbull benannt, der in der National Lacrosse Hall of Fame aufgeführt ist.